# جون لانج (مجدف)
جون لانج (بالألمانية: Knud Lange)‏ هو مجدف ألماني، ولد في 9 مايو 1984 في بريمرهافن في ألمانيا.

## وصلات خارجية
- جون لانج على موقع الاتحاد الدولي للتجديف (الإنجليزية)